# Osman Sarıvelli
Osman Sarıvelli (en azéri : Osman Sarıvəlli), de son nom civil Osman Abdulla oğlu Qurbanov, né le 17 décembre 1905 à İkinci Şıxlı (district de Qazax) et mort le 2 juillet 1990 à Bakou, est un poète azerbaïdjanais, membre de l'Union des écrivains d'Azerbaïdjan depuis 1937, Poète du peuple de la RSS d'Azerbaïdjan (1977 ), directeur adjoint de l'Institut Nizami de la langue et de la littérature de l’ANSA.

## Biographie
Après avoir reçu son éducation secondaire au Séminaire des enseignants de Gazakh, Osman Sarivelli travaille comme enseignant dans les écoles des villages Garamaryam et Bigir du district de Goychay dans  les années 1926-1929. Afin d'améliorer son éducation, il se rend à Moscou, où il étudie à la Faculté de philologie de l'Université d'État (1929-1932).
En 1937, il devient membre de l'Union des écrivains d'Azerbaïdjan. 
Il est professeur au Collège technique pédagogique de Bakou (1932-1935), directeur du Collège technique de théâtre de Bakou (1939-1940), directeur adjoint de l'Institut de langue et de littérature Nizami, rédacteur en chef du Journal littéraire. Il travaille comme rédacteur en chef dans l’édition pour enfants et jeunesse et comme consultant en poésie à l'Union des écrivains d'Azerbaïdjan.

## Œuvre
Osman Sarivalli commence son travail littéraire en 1933. La même année, son premier poème Sans pieds est publié dans le journal Jeune travailleur. Le premier livre d'Osman Sarivelli intitulé Mes vers de fer est publié en 1934.

## Récompenses et décorations
- Titre honorifique Poète du peuple de la RSS d'Azerbaïdjan - 15 février 1977
- Ordre de la révolution d'Octobre - 6 novembre 1985
- Ordre du Drapeau rouge du travail - 9 juin 1959
- Ordre Amitié des peuples - 11 novembre 1975
- Ordre de l'Insigne d'honneur - 30 décembre 1963
- Médaille Pour service méritoire- 25 février 1946